# El Boalo
El Boalo est une commune de la communauté de Madrid, en Espagne.